# Laversines
Laversines – miejscowość i gmina we Francji, w regionie Hauts-de-France, w departamencie Oise.
Według danych na rok 1990 gminę zamieszkiwało 876 osób, a gęstość zaludnienia wynosiła 64 osoby/km² (wśród 2293 gmin Pikardii Laversines plasuje się na 327. miejscu pod względem liczby ludności, natomiast pod względem powierzchni na miejscu 243.).